# Rosenberg (Mannhausen)
Der Rosenberg ist eine 75,5 m ü. NHN hohe Erhebung der Nordwestausläufer der Calvörder Berge. Er liegt bei Mannhausen im Gemeindegebiet von Calvörde im sachsen-anhaltischen Landkreis Börde.

## Geographie

### Lage
Der Rosenberg erhebt sich in den Nordwestausläufern der Calvörder Berge. Er liegt südlich von Mannhausen, westlich von Velsdorf und nordöstlich von Wegenstedt. In Richtung Norden fällt seine Landschaft zum Mittellandkanal ab. Ostnordöstlich befindet sich der Beneberg (77,5 m), ostsüdöstlich der Lauseberg (90,5 m), südsüdöstlich der Saalberg (86,7 m), westlich der Windmühlenberg (86,1 m) und nordwestlich der Wahrberg (72,5 m). Östlich vorbei verläuft die Kreisstraße 1651 (Mannhausen–Velsdorf) und westlich die K 1136 (Mannhausen–Wegenstedt).

### Naturräumliche Zuordnung
Der Rosenberg gehört in der naturräumlichen Haupteinheitengruppe Weser-Aller-Flachland (Nr. 62), in der Haupteinheit Ostbraunschweigisches Flachland (624) und in der Untereinheit Obisfelder-Calvörder Endmoränenplatten (624.5) zum Naturraum Calvörder Hügelland (624.53).

## Beschreibung und Geschichte
Der Rosenberg ist von einem kleinen Nadelwald bewachsen, der von landwirtschaftlich genutzten Flächen umgeben ist.